# سيتمي أميلي
بدأ تصميم السلاح في عام 1974 تحت إشراف العقيد خوسيه ماريا خيمينيز ألفارو (الذي أصبح فيما بعد مدير CETME) الشركة المصنعة للسلاح. تم الكشف عن أميلي رسميًا في عام 1981 وبعد خضوعها لتجارب عسكرية شاملة تم اعتمادها في الخدمة في عام 1982 كسلاح دعم قياسي على مستوى الفرقة للجيش الإسباني تحت تسمية ام جي ٨٢ . تم تصنيع أميلي في مصنع Empresa Nacional Santa Bárbara (الآن جنرال ديناميكس ) في آكورونيا . حتى عام 2013 عندما تم إغلاق المصنع.

## تفاصيل التصميم

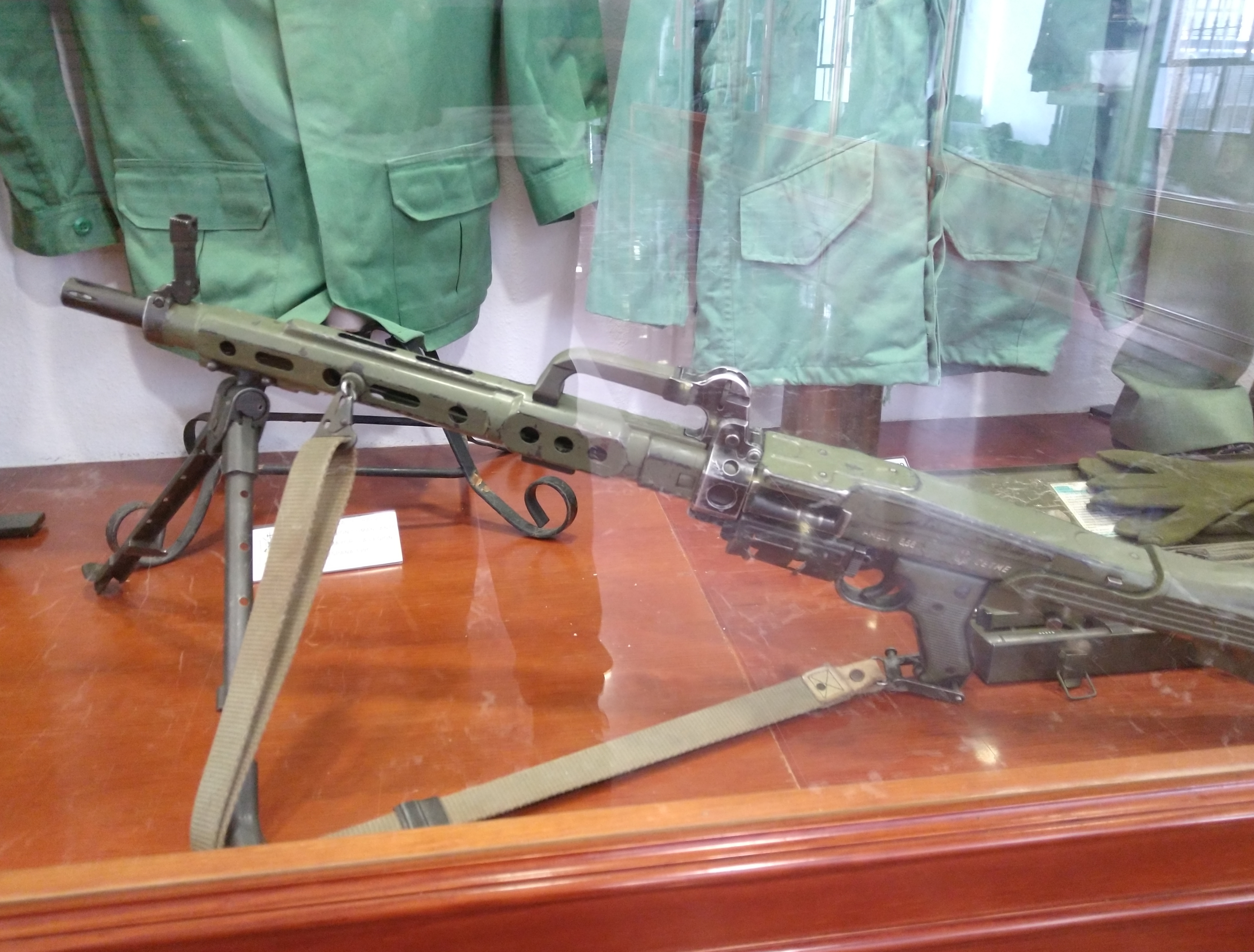
عناصر من مجموعة متحف الفيلق في ألميريا

### آلية التشغيل
أميلي هو سلاح أوتوماتيكي يشبه المدفع الرشاش إم جي ٤٢ عيار 7.92 × 57 ملم في الحرب العالمية الثانية ، ولكنه يشترك أكثر مع MG 45 ومتغيره بعد الحرب ، ألمانيا الغربية 7.62 × 51mm الناتو إم جي ٣ . ومع ذلك ، على عكس مبدأ تشغيل الارتداد القصير المغلق باللفافة إم جي ٤٢ (حيث يرتد سبطانة والمسمار معًا على مسافة قصيرة قبل الفتح) ، يستخدم أميلي طريقة التشغيل المتأخرة مع سبطانة ثابت وزوج من البكرات التي تؤخر المؤخرة حركة الترباس. تم استخدام هذه الآلية في سلسلة بنادق سيتمي من طراز أ و ب و ج و Model L ، وكذلك في بندقية معركة جي 3 و اتش كي ٣٣ وسلسلة ام بي ٥ من الاسلحة الرشاشة.